# 백석도서관
백석도서관은 경기도 고양시 일산동구에 있는 도서관이다.

## 연혁
- 2003년 9월 4일 개관.

## 시설현황
- 3층: 정보검색실, 열람실
- 2층: 종합자료실, 정기간행물실, 수서정리실
- 1층: 어린이자료실, 노인장애인열람실, 사무실
- 지하 1층: 첨단과학실습실, 시청각실, 서고, 대회의실, 매점(휴게실로 바뀜)

## 이용 안내
이용 시간
- 열람실: 하절기(3월~10월) 07:00 ~ 23:00 / 동절기(11월~2월) 08:00 ~ 23:00
- 종합자료실: (화~금) 09:00 ~ 22:00 / (토~일) 09:00 ~ 18:00
- 어린이자료실: 매일 09:00 ~ 18:00
- 연속간행물실(정기간행물실): 매일 09:00 ~ 18:00
- 디지털자료실(정보검색실): 화~금 09:00 ~ 22:00 / 토~일 09:00 ~ 18:00
- 첨단과학실습실(백석도서관): 매일 09:00 ~ 18:00

휴관일
- 매주 월요일. 국경일.